# Atom (szabvány)
Az Atom egy XML-alapú dokumentum formátum és HTTP-alapú protokoll (Atom Publishing Protocol), amit weboldalak, illetve felhasználói programok webes együttműködésére fejlesztettek ki. Főleg a weblogok és a hírportálok használják. Az RSS különböző verzióiból származó tapasztalat alapján született meg. A kritikusai szerint pusztán további zűrzavart keltett. Ma már a legtöbb oldal mind az RSS, mind az Atom feedet támogatja.

## Fejlesztésének története
Mint az RSS leváltója ("Atom Syndication Format", Atom együttműködő formátum), az Atom Project létrehozza az "Atom Publishing Protocol"-t (Atom közzétevő protokoll) az olyan már létező protokollok fejlesztésének és lecserélésének céljával, mint a Blogger API és a LiveJournal XML-RPC Client/Server Protocol. Az Atomot korábban Echonak nevezték.

### Atom 0.3 és a Google
Az utolsó terv specifikáció az IETF szabványosítási folyamat előtt az Atom 0.3 volt, mely 2003 decemberében készült el. Ez a verzió széles körű támogatást élvezett az együttműködést segítő eszközökben, mind az előállító, mind a felhasználói oldalon. Főleg a Google-hoz kötődő szolgáltatások használták először, név szerint a Blogger és a Gmail.

### Atom 1.0 és az IETF szabványosítás
Az Atom szabványosítási folyamat alatt áll az IETF-nél, melyet 2005 júniusában kezdtek meg. Az implementálókat arra kérték, hogy várjanak, amíg a specifikáció készen nem lesz, így az interoperabilitási gondok minimalizáltak  Archiválva 2011. szeptember 27-i dátummal a Wayback Machine-ben.
A legújabb Atom adatok és terjesztő protokollok a Working Group honlapjáról érhetőek el.

## Az Atom az RSS 2.0-hoz hasonlítva
- Az Atom rendelkezik szabványos felderítési protokollal, az RSS nem.
- Az RSS nem szabványosított egyetlen testület által sem, míg az Atom 1.0 IETF szabvány .
- Az RSS jogai a Harvard Egyetemet illetik . Az Atom nyílt szabvány.
- Az Atom az XML névtéren belül használható, az RSS nem.
- Az Atom az xml:lang attribútumot használja a feed nyelvének leírására, az RSS a saját "language" tagjét.
- Az Atom 1.0 rendelkezik IANA által bejegyzett MIME típussal, az RSS nem.

## Példa feed
Egy példa az Atom feed dokumentumra:
```
<?xml version="1.0" encoding="utf-8"?>

<feed
 
xmlns=
"http://purl.org/atom/ns#draft-ietf-atompub-format-07"
>

  
<title
 
type=
"text"
>
dive
 
into
 
mark
</title>

  
<subtitle
 
type=
"html"
>

    
A
 
<em>
lot
</em>
 
of
 
effort

    
went
 
into
 
making
 
this
 
effortless

  
</subtitle>

  
<updated>
2005-04-02T12:29:29Z
</updated>

  
<id>
tag:example.org,2003:3
</id>

  
<link
 
rel=
"alternate"
 
type=
"text/html"

   
hreflang=
"en"
 
href=
"http://example.org/"
/>

  
<copyright>
Copyright
 
(c)
 
2003,
 
Mark
 
Pilgrim
</copyright>

  
<generator
 
uri=
"http://www.example.com/"
 
version=
"1.0"
>

    
Example
 
Toolkit

  
</generator>

  
<entry>

    
<title>
Atom
 
draft-07
 
snapshot
</title>

    
<link
 
rel=
"alternate"
 
type=
"text/html"

     
href=
"http://example.org/2005/04/02/atom"
/>

    
<link
 
rel=
"enclosure"
 
type=
"audio/mpeg"
 
length=
"1337"

     
href=
"http://example.org/audio/ph34r_my_podcast.mp3"
/>

    
<id>
tag:example.org,2003:3.2397
</id>

    
<updated>
2005-04-02T12:29:29Z
</updated>

    
<published>
2003-12-13T08:29:29-04:00
</published>

    
<author>

      
<name>
Mark
 
Pilgrim
</name>

      
<uri>
http://example.org/
</uri>

      
<email>
f8dy@example.com
</email>

    
</author>

    
<contributor>

      
<name>
Sam
 
Ruby
</name>

      
<uri>
http://intertwingly.net/blog/
</uri>

    
</contributor>

    
<contributor>

      
<name>
Joe
 
Gregorio
</name>

      
<uri>
http://bitworking.org/
</uri>

    
</contributor>

    
<content
 
type=
"xhtml"
 
xml:lang=
"en"

     
xml:base=
"http://diveintomark.org/"
>

      
<div
 
xmlns=
"http://www.w3.org/1999/xhtml"
>

        
<p><i>
[Update:
 
The
 
Atom
 
draft-07
 
snapshot
 
is
 
out.]
</i></p>

      
</div>

    
</content>

  
</entry>

</feed>

```